# Emilio de Souza Strapasson
Emilio de Souza Strapasson (* 17. Januar 1977) ist ein brasilianischer Skeletonsportler.
Emilio Strapasson lebt in Pelotas. Er begann 2002 mit dem Skeletonsport und bestreitet seit 2003 internationale Rennen. Sein erstes internationales Rennen war eines im Januar 2003 in Königssee im Europacup, das er jedoch nicht beendete. Erst im Dezember 2003 bestritt er in Park City im Rahmen des America’s-Cup weitere internationale Rennen und wurde dort zweimal 21. Bis 2009 folgten weitere Einsätze in diesen beiden Rennserien sowie im Skeleton-Challenge-Cup. Im America’s-Cup konnte Strapasson seine Resultate in diesem Zeitraum nicht verbessern, im Europacup wurde ein 26. Platz 2005 in Igls sein bestes Resultat. Im Februar 2009 bestritt Strapasson erstmals ein Rennen im Intercontinentalcup. In Igls sowie anschließend in Königssee wurde er 28. Seitdem konnte sich der Brasilianer stetig in seiner Leistung verbessern. Im America’s-Cup verbesserte er seine Leistung im April 2009 in Lake Placid bis auf einen 13. Platz. Im Intercontinentalcup schaffte er an selber Stelle im Januar 2011 einen 16. Platz. Lohn für die stetig besseren Leistungen war eine Nominierung für die Skeleton-Weltmeisterschaft 2011 in Königssee, bei denen er den 30. Platz belegte.